# Удовольствия плоти
«Удовольствия плоти» (яп. 悦楽 эцураку) — кинофильм режиссёра Нагисы Осимы, вышедший на экраны в 1965 году. Экранизация романа Футаро Ямады.

## Сюжет
Когда Ацуси был репетитором старшеклассницы Соко, он влюбился в неё и совершил ради неё преступление — убийство шантажировавшего её семью человека. Чиновник Хаями, ставший свидетелем этого поступка, заключил с Ацуси сделку: в обмен на молчание передал тому на хранение 30 млн иен, украденных из государственного фонда, а сам отправился в тюрьму отбывать наказание. Прошло шесть лет после этих событий, Соко выходит замуж за другого мужчину. Ацуси, потерявший всякий смысл жизни, решает провести год, оставшийся до выхода Хаями на свободу, в удовольствиях, растратить всю хранящуюся у него сумму, а затем покончить с собой...

## В ролях
- Кацуо Накамура — Ацуси Вакидзака
- Марико Кага — Соко
- Юмико Ногава — Хитоми
- Масако Яги — Сидзуко
- Тосико Хигути — Мари
- Хироко Симидзу — Кэйко
- Сёити Одзава — Хаями
- Рокко Тоура — Сакурай